# Lijst van voetbalinterlands Curaçao - Guyana
Deze lijst van voetbalinterlands is een overzicht van alle officiële voetbalwedstrijden tussen de nationale teams van Curaçao en Guyana. De landen speelden tot op heden twee keer tegen elkaar. De eerste ontmoeting, een kwalificatiewedstrijd voor de Caribbean Cup 2012, werd gespeeld in Gros Islet (Saint Lucia) op 23 oktober 2012. Het laatste duel, een kwalificatiewedstrijd voor de Caribbean Cup 2017, vond plaats op 1 juni 2016 in Willemstad.

## Wedstrijden
| № | Plaats     | Datum           | Competitie                      | Wedstrijd        | Uitslag |
| - | ---------- | --------------- | ------------------------------- | ---------------- | ------- |
| 1 | Gros Islet | 23 oktober 2012 | Caribbean Cup 2012 kwalificatie | Curaçao − Guyana | 1 − 2   |
| 2 | Willemstad | 1 juni 2016     | Caribbean Cup 2017 kwalificatie | Guyana − Curaçao | 2 − 5   |

## Samenvatting
| Competitie                 | Totaal gespeeld | Winst Curaçao | Gelijk | Winst Guyana | Doelsaldo Curaçao – Guyana |
| -------------------------- | --------------- | ------------- | ------ | ------------ | -------------------------- |
| Caribbean Cup-kwalificatie | 2               | 1             | 0      | 1            | 6 − 4                      |
| Totaal                     | 2               | 1             | 0      | 1            | 6 − 4                      |

Wedstrijden bepaald door strafschoppen worden, in lijn met de FIFA, als een gelijkspel gerekend.